# Daniel-Silvian Petre
Daniel-Silvian Petre (n. 30 noiembrie 1968, Timișoara) este un poet, prozator, publicist și muzician român, cunoscut mai ales ca solist al trupei de blues-rock Survolaj, trupă care, în prima parte a anilor ’90, s-a impus atenției publicului nu doar prin stilul muzical inconfundabil, ci și prin textele de calitate. Daniel-Silvian Petre debutează editorial în anul 1996, cu volumul de poezii Overdose. Înființează trupa grunge Chin. După o pauză de mai bine de zece ani, reunește în 2007, pentru scurtă vreme, trupa alături de care a intrat în istoria rockului autohton, Survolaj, iar în 2008 publică cel de-al doilea volum de poezii, Napalm d'Or. Între 2009 și 2012, își cântă poeziile împreună cu Emil Kindlein (Petre & Kindlein), Acoustica, alături de care câștigă Marele Trofeu al Festivalului Național de Muzica Folk Om bun (2009). În 2012, Daniel-Silvian Petre a publicat cel de-al treilea volum de poezii, Peace Off. Din 2013 este căsătorit cu Mădălina Ghițescu, actriță. Împreună au un copil, David Petre, născut în 2015. În 2020, apare în varianta electronică, Antologia de autor, Las Begas Blues (scrieri alese).

## Activitate literară

### Apariții editoriale
- Overdose, Marineasa, 1996
- Zona, Marineasa (volum colectiv), 1996
- Overdose, Liternet, ediție electronică, 2002
- Overdose, Marineasa, 2007, ediția a II-a
- Napalm d'Or, Brumar, 2008
- Peace Off, Blumenthal, 2012
- Top T Buzău, Festivalul Rezistenței Rock, volum coordonat de Nelu Stratone , Editura Casa de Pariuri Literare, București,  2016
- Pălăria Bănățeană , Aforisme, Antologie de Goran Mrakici, Uniunea Sârbilor din România, Timișoara, 2019
- Las Begas Blues, (scrieri alese), Antologie de autor, ediție electronică, https://dspetre.wordpress.com/, 2020

### Poezii în Antologii
- " Cele mai frumoase poezii ale anului" , Antologie de Alexandru Petria, Editura Adenium, 2014
- "Sticle pentru minte, inimă și literatură" , Antologie de Ion Barbu și Mihai A. Barbu ,  Editura Charmides, 2016
- "Peisaj în devenire. O panoramă a poeziei din Banat", Antologie de Marian Oprea, Editura Brumar, Timișoara, 2017
- "Piper, scorțișoară, dafin, vanilie" , Antologie de Marian Oprea, Editura Brumar, Timișoara, 2013
- "Bijuterii din Piața Abundenței. Poeți ai generației '90 din Banat" , Antologie de Marian Oprea, Editura Brumar, Timișoara, 2011
- " Sexul frumos. Poezii de dragoste" , Antologie de Marian Oprea, Editura Brumar, 2015
- Revista Europa, an 4/2,  Novi Sad, antologator Pavel Gătăianțu, 2011

## Activitate editorială
- Editor al Editurii Blumenthal, București

- Nicu Vladimir, " Lucrătorul ostenit" , Volum și CD, Editura Blumenthal, 2009
- Goran Mrakici, " Punk Reqviem" , Editura Blumenthal, 2015
- "Mai am un singur Doors" , Antologie de poezie patriotică contemporană, Editura Blumenthal, 2010
- "Interviuri Rock 2"  , Radu Lupașcu, Editura Blumenthal, 2012
- "Carte de citire" , Anca Mizumschi, Editura Blumenthal, 2012